# Friedrich Wilhelm Christern
Friedrich Wilhelm Christern, in den USA meist Frederick W. Christern (* 14. September 1816 in Grünhof, heute Ortsteil von Geesthacht; † 24. April 1891 in New York City) war ein deutsch-amerikanischer Buchhändler und Verleger.

## Leben
Friedrich Wilhelm Christern war ein Sohn des Besitzers von Grünhof und Tesperhude Johann Friedrich Christern († schon 1822 im Alter von 37 Jahren) und seiner Frau Catharina Wilhelmine, geb. Nölting. Friedrich Nölting und Johann Matthias Friedrich Christern, Amtmann zu Tesperhude, waren seine Patenonkel.
Nach seiner Konfirmation begann er als 14-Jähriger eine Lehre in der Lüneburger Verlagsbuchhandlung Herold & Wahlstab. Hier lernte er seinen späteren Schwager und Geschäftsteilhaber in New York City Rudolph Garrigue kennen. 1836 ging er an die von  J. G. Herold († 1840) geführte Heroldsche Buchhandlung in Hamburg, die nach Herolds Tod 1840 von seinem Neffen Gustav Eduard Nolte (Politiker, 1812) übernommen wurde. Der Hamburger Brand im Mai 1842 vernichtete das Geschäft bis auf die Handlungsbücher, die nur mit großer Mühe gerettet werden konnten; vom Verlag war nur das Leipziger Lager übrig geblieben. Zu dieser Zeit war Christern als Geselle auf der Wanderschaft. Er arbeitete in zahlreichen europäischen Buchhandlungen, darunter auch in Warschau. 1850 lebte und arbeitete er in München, als ihn die Einladung von Rudolph Garrigue erreichte, ihm in die USA zu folgen. 

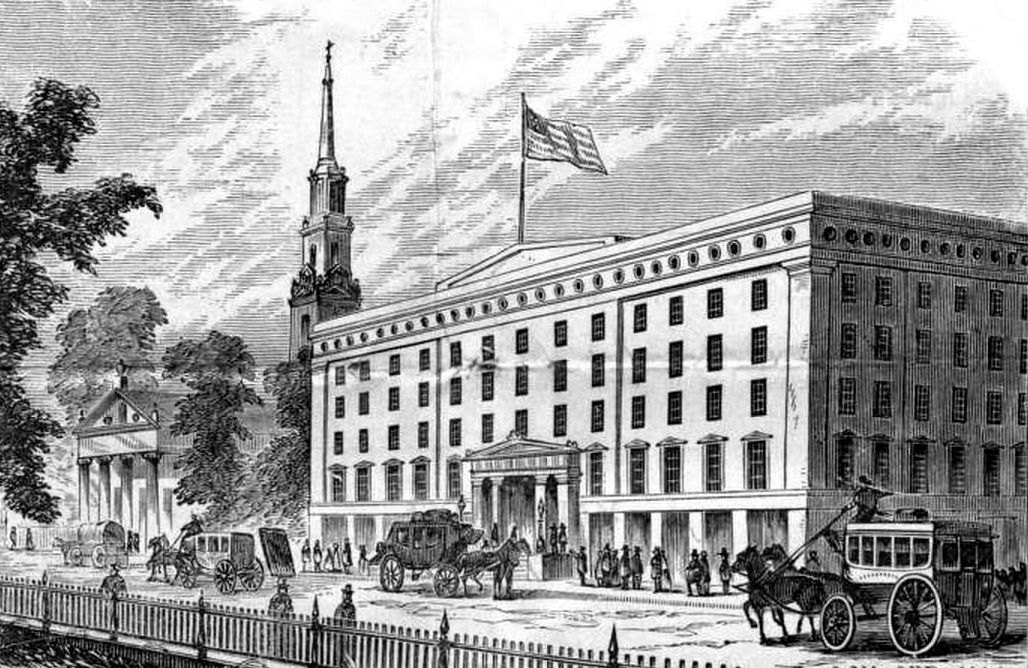
Astor House (1862)

Christern ging zunächst nach Philadelphia, zu der Zeit das Zentrum des Buchhandels in den USA, und erlernte bei John Weick die Besonderheiten des amerikanischen Marktes. 1853 kam er nach New York und übernahm das Ladengeschäft bei Rudolph Garrique, der sich auf den Import deutscher Bücher konzentrierte. Sie gingen eine Partnerschaft unter der Firma Garrigue & Christern. Die Buchhandlung hatte ihr Geschäft im Luxushotel Astor House am Südlichen Anfang des Broadway.  
Garrigues Plan, auf Grundlage der englischen Ausgabe des Bilderatlas des F. A. Brockhaus-Verlags vom Sortimentsgeschäft in das Verlagsgeschäft in Nordamerika vorzudringen, wurde 1854 durch einen großen Brand, bei dem alle Vorarbeiten nebst den Druckplatten zerstört wurden, durchkreuzt. Er überließ frustriert das Buchhandelsgeschäft ganz Christern, der es unter der Firma F. W. Christern: retailer of foreign books fortführte. 1856 wurde Christern Staatsbürger der Vereinigten Staaten.

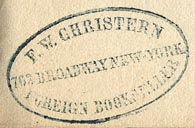
Stempel der Buchhandlung F. W. Christern bis zum Umzug 1866

Sein Ladenlokal befand sich ab 1856 im Haus 763 Broadway. Synchron mit der Verlagerung des Geschäftszentrums in Manhattan Richtung Norden zog es mehrfach um: 1866 nach 863 Broadway, dann nach 77 University Place und später nach 37 West 23d Street. Zum Schluss befand es sich im Haus 154 Fifth Avenue. Christern gab ein Monthly Bulletin of Foreign Literature heraus. Die Boston Public Library machte ihn zu ihrem Haupteinkäufer europäischer Literatur. 
Sein Geschäft wurde zum Treffpunkt für fast alle nach New York reisenden deutschen Wissenschaftler und Schriftsteller.
Er war Mitglied der Deutschen Gesellschaft der Stadt New York und zahlreicher weiterer Vereine der deutschen Einwanderer in New York. Zum Zeitpunkt seines Todes war er Vorsteher (trustee) des Deutschen Krankenhauses, Mitglied des Metropolitan Museum of Art, der New York Historical Society sowie der New York Geographical Society.
Christern starb 1890 in seinem Haus 420 West 20th Street und wurde auf dem Neuen Friedhof der Trinity Church an der 153. Straße in Uptown Manhattan begraben. Der Nachruf im Publishers Weekly würdigte ihn als oldest and perhaps most honored member des Import-Buchhandels in den Vereinigten Staaten. Er hinterließ eine Witwe, Emilie H., geb. Garrigue(s) (* 17. Oktober 1819 in Kopenhagen; † 29. April 1893 in New York) und zwei Töchter, Cecilia, verh. Blondin (1858–1931) und Marianna (1860–1893).
Die Buchhandlung wurde nach Christerns Tod von Paul L. Dyrsen und Ferdinand F. Pfeiffer angekauft und unter der Firma F. W. Christern, Dyrsen & Pfeiffer, successors weitergeführt.